# Нечисті тварини
Нечисті тварини — біблійний (старозавітний) термін, що позначає тварин, яких не використали при жертвоприношеннях та не вживали в їжу.
Нечисті тварини в більш загальному сенсі — тварини, які не вживаються в їжу або нелюбимі конкретним народом в силу традицій, упереджень і медичних показань.

## Християнство
Згідно з Старим Заповітом, до Потопу існував розподіл тварин на чистих і нечистих, але не по харчовим критеріям (бо тварин в їжу не вживали), а по придатності до жертвоприношення Господу. Після Потопу Бог також дозволив крім рослин вживання в їжу будь-яких тварин. Даючи Закон Мойсею, Господь заборонив вживати в їжу нечистих тварин.

### Старозавітний перелік нечистих тварин
1. Всі бескопитні звірі, рептилії, амфібії.
2. Гризуни (заєць, тушканчик, миша, даман).
3. Землерийки (кріт).
4. Кажани.
5. Всі хижі птахи (орел, гриф, яструб, сокіл, шуліка, пугач, сова).
6. Птахи-рибалки (чапля, пелікан, чайки, лебідь).
7. Вороняча порода.
8. Зуй, ібіс, удод.
9. Страус.
10. Всі водні тварини без луски.
11. Всі безхребетні, крім різних видів сарани.

(Лев.11: 1-47)

## Юдаїзм

### У Талмуді
Різниця між чистими і нечистими чотириногими тваринами, вказане в Біблії, повніше розбирається в Галах. До двох відмітних ознак чистих тварин — відригування жуйки і роздвоєння копит (Лев., 11, 3) — Талмуд приєднує третю — відсутність верхніх зубів, ознака, завжди супутня першим двом. Відмітною ознакою є також будова поперекового м'яза (Musculus Psoas) у тієї й іншої категорії: у чистих тварин під крилоподібним відростком крижів м'язові волокна мають двояке спрямування: поздовжнє і поперечне, вільно розриваються вздовж і впоперек; нечисті тварини мають лише поздовжні м'язові волокна).
Дикі тварини поділяються на обидві категорії за тими ж ознаками, але необхідно розрізняти між дикими і домашніми на тій підставі, що жир перших придатний до вживання, а домашніх ні; у першому треба дати витекти крові і покрити її землею, у домашніх ні. Щоб відрізнити чистих домашніх тварин від чистих диких, треба звернути увагу на роги: у диких роги вилоподібні або, принаймні, без тріщин, мають щербини і округлені). Законовчителі Талмуду відчували деяке ускладнення при визначенні відмінних ознак чистої і нечистої птиці, бо в Біблії (Лев., 11, 13-19) дається лише перерахування нечистих птахів, без всякої вказівки на їх ознаки; до назв видів додаються слова «леміно» і «лімінегу», тобто «з породою їх», що змушує шукати характерні риси обох категорій. Талмуд встановив наступні правила для відмінності чистих від нечистих птахів. Чистий птах не повинен бути хижим, один палець у нього ззаду інших (якщо тільки таке значення слова ענצא). Три передні пальця у чистих птахів знаходяться на одній стороні, а задній на інший; у нечистих на кожній стороні по два пальці. Далі, чисті птахи мають зоб, шлунки з легко відокремлюваною слизовою оболонкою; кинуту їм їжу вони хапають на льоту, викидають додолу і роздирають дзьобом перш, ніж проковтнути; напроти того, нечисті птиці відразу проковтують спійману на льоту їжу або ж, підтримуючи її однією ногою, відривають від неї шматки дзьобом (Хул., 59а, 61а, 63а). Так як ця відмінність не є в Біблії, то думки законовчителів з цього питання розходилися. Слідуючи Біблії, Талмуд забороняє 24 види птахів; якщо які-небудь птахи не підходять за своїми ознаками під ці види, то їх можна їсти; якщо стосовно якої-небудь птиці виникає сумнів, то потрібно аналізувати другорядні ознаки. Рабини пізніших часів, наприклад німецькі, вважали, що чисті тільки ті породи, які здавна традицією допущені до вживання в їжу (תרומה). У казуїстичній літературі з цього предмету існують різні думки: так, Менахем-Мендель Крохмаль (Zemach Zedek, № 29) вважає дикого гусака нечистим птахом, а Ейбеншютц — чистим (Kereti u-Peleti, § 82).
По відношенню до риби Мишна (Нідда, 51б), тлумачачи визначення Біблії в Лев., 11, 9, каже, що всі риби, що мають луску, мають також і плавники. Згідно з цим визначенням, якщо в рідкісних випадках лускаті риби не мають плавників, то приймається, що останні дуже малі або рудиментарні, так що не можуть бути помічені. З іншого боку, риба з плавниками, якщо не має луски, визнається безумовно нечистою. Додаткові ознаки дає пристрій спинного хребта або голови: чисті риби мають цілком розвинений спинний хребет і більш-менш плоску голову, нечисті не мають спинної кістки, а голова у них загострена (Аб. Зара, 39б, 40а). Різко різняться між собою у обох категорій риб ікра і міхур: у чистих риб міхур має один кінець загострений, а інший тупий, у нечистих край або обидва загострені або обидва тупі. Авторитети колишнього часу багато сперечалися з питання про те, чи мають ці другорядні ознаки значення в рибах без луски і плавників, або ж тільки в тих випадках, коли за зовнішнім виглядом риби не можна судити, чи мала вона луску і плавники (пор. Яків бен- Ашер, Tur Jore Deah, 83). Цікава суперечка між Аароном Хорін і ортодоксами з питання про осетрину, яку перший, всупереч загальнопоширеної думки, відніс до категорії чистих риб.
Моісеєв закон допустив до вживання чотири види сарани (Лев., 11, 21-22); Мишна дає наступні ознаки чистої сарани: чотири ноги, з них дві для стрибання, і чотири крила, досить широкі для покриття всього тіла (Хул., III, 8). Подальші закони про сарану визнали придатним тільки один вид її, відомий під ім'ям נגח, і крім того, вимагали авторитетного визнання стародавніх рабинів, щоб допустити її до їжі. Згодом сарана була заборонена (пор. Самуїл бен-Давид га-Леві, коментар до Іоре Деа, 85). Особливою суворістю відрізнялися постанови законовчителів щодо хробаків (Лев., 11, 41): вони не вважали гріхом з'їсти черв'яка, який знаходиться в м'ясі, плодах, рибі, питній воді тощо; але і в цих випадках вони забороняли його, якщо він був видалений з того місця, де він перебував спочатку, або якщо він сам пішов від того місця і потім повернувся назад (Хул., 67а, б); на практиці це повело до повної заборони всякої їжі, що містить черв'яків. Пізніші закони про черв'яків відрізняються своєю крайньою заплутаністю (пор. Іоре Деа, 84). Плоди та овочі повинні бути ретельно оглянуті, чи не містять вони черв'яків, і якщо після варіння в них виявляться червоточини, то така їжа повинна бути визнана непридатною (пор. Данциг, хохмат Адам, 22, 35).

### Тлумачення поділу тварин на чистих і нечистих
В посланні Аристея (144—154) говориться, що «ці закони дані в інтересах справедливості, щоб викликати чисті думки і виховати характер»; підкреслюється, що хижі тварини заборонені з тією метою, щоб люди навчилися бути справедливими і пам'ятали, що не слід вдаватися до насильствам в розрахунку на свої власні сили. Відмінні риси чистих тварин отримують алегоричне пояснення: розділення копита повинні нагадувати ο добрих і злих наслідки, що можуть виникати з усякої дії: мученик Елеазар в IV Мак., 5, 25, у відповідь на глузування царя над єврейськими законами про їжу, каже: «Бог дозволив нам їсти те що підходить до нашої душі, і заборонив шкідливе м'ясо». Тут виражена та ж думка, яка міститься в словах іспанського талмудиста Самуїла Царци: "Всі ці речі псують кров і роблять її легко сприйнятливою до всяких хвороб; вони оскверняють тіло і душу "(Мекор Хаїм, Тазріа). Філон дав розлогі алегоричні тлумачення цих законів (пор. De Agricultura Noe XXV-XXXI), такого ж роду тлумачень трималися й отці церкви (Іреней, Клеменс Олександрійський, Оріген).
Ортодоксальне єврейство неприхильно ставилося до всяких таких пояснень: ортодокси говорили, що вони не тому не їдять свинини, що вона шкідлива їжа, а тому, що Бог її заборонив (пор. Сифра, Кедошім, кінець). Талмудична-мідрашитська література взагалі відмовляється мотивувати ці закони: побоювалися, що тлумачення їх викличуть сумніви в їх доцільності, і вирішили задовольнятися тим, що вони обов'язкові як дані в Торі (Танхума, Лев., Видання Бубера, Шемінь, III, 29). З часу Сааді-Гаон єврейські коментатори намагалися знайти для цих законів раціоналістичну або містичну основу. Чудово, що теорія Сааді майже аналогічна з сучасною тотемістичною теорією: він говорить, що деякі тварини, яких почитали божественними, дозволені були в їжу з метою протидії обожнюванню тварин, і з тієї ж причини інші тварини були оголошені нечистими (Китаб аль-Аманат 117; євр. переклад, III, 2, вид. Слуцького, стор. 61).
Ібн-Езра вважає, що м'ясо нечистих тварин заборонено тому, що воно нечисте і шкідливо, і що разом з м'ясом переходять в плоть і кров людини хижі риси тварини (коментар до Лев., 11, 93; пор. Царца, l. С.). Маймонід (Море Небухім, III, 48) бачить в основі цих законів причини гігієнічного і частково естетичного характеру. Такі ж погляди великого екзегета Самуїла бен-Меїра в його коментарі до Левіту. Нахманід лише частково погоджується з цими теоріями та наводить один гігієнічний мотив по відношенню до риб. Чиста риба тримається ближче до поверхні, і тому вона містить деяку теплоту, яка забирає в неї вологість, тоді, як нечисті живуть глибоко у воді і особливо в стоячій і болотистій воді, вони містять багато холоду і вологості, що робить їх шкідливими для вживання в їжу. По відношенню до чотириногих Нахманід коливається між етичними та гігієнічними мотивами і посилається на християнських лікарів для доказу непридатності свинини (коментар до Лев., 9, 13; пор. Його Дераша, видання Іеллінека, стор. 29). Пояснення Бахії бен-Ашера ο нечистих тварин взяті переважно у Нахманіда. Він додає, що ці закони являють подальший розвиток законів про жертовний культ, бо все, що не допущено як жертвопринесення, не повинно вживатися в їжу (ком. До Лев., 11, 163d). Ісаак Арама визнає тільки етичні мотиви і відкидає гігієнічні (Акедат Іцхак, III, 33б, видання Поллака). Прοти раціоналістичних тлумачень Маймоніда виступає також і Вітербо (Таам Зекенім, вид. Ашкеназі, стор. 42-43).
За каббалістичної теорії, нечисті тварини походять від негативних сефірот, що створили зло в світі (Зогар, Шемінь, III, 41б); з пришестям Месії, коли всі очиститься, і ці тварини будуть допущені в їжу (Ялк. Хадаш, Ліккутім, 36, 79). Таким шляхом містика пояснює думку, виражену в Мідраші Тегілім до Пс., 146, що в майбутньому Бог проголосить нечистих тварин чистими. Цей Мидраш бентежив Абрабанель та інших талмудистів, які вважали, що ця фраза являє пізнішу вставку християн.

## Буддизм
В буддизмі нечистих тварин немає. Навпаки, всі тварини вважаються священними. Однак це призводить до того ж результату — обмеженню у вживанні в їжу.

## Індуїзм
В індуїзмі нечистих тварин немає. Корова вважається священною твариною, тому що вважається створеною Богом для людини, щоб давати щодня йому їжу у вигляді молока (самій корові і телятам стільки молока не потрібно). Тому вбивати корів і їсти їх м'ясо заборонено. Обмеження у вживанні в їжу м'яса інших тварин пов'язано з можливістю виходу з-під впливу гун матеріальної природи (головним чином, невігластва і пристрасті), тобто можливістю духовного вдосконалення людини і його наближення до святості, до Бога. Джерело: Бхагават-Гіта.

## Ведизм
В древніх писаннях Індії, в Ведах, є неодноразові згадки про те, як брахмани і кшатрії вживали в їжу м'ясо — наприклад, яловичину, конину.
Ригведа I.161.10: «Один жене вниз до води кульгаву корову, другий обробляє м'ясо, привезене в кошику»
Ригведа I.162.12-13: «(Ті,) хто оглядає коня, коли він готовий, Хто говорить: Він пахне добре. Знімай (його). І хто очікує частування м'ясом скакового коня, — Їх оспівування нехай також нам сприяє! Та паличка, щоб пробувати з котла при варінні м'яса, Ті чаші для наливання рідини, Димлячі кришки горщиків, Крюк, страви — (всі вони) служать коню.»
Ригведа IV.33.4: «Коли протягом року Рібху охороняли корову, Коли протягом року Рібху різали м'ясо»
Ригведа V.43.7: «Наче розкладаючи (жертовну солому), немов варячи на вогні (м'ясо) з плівкою»
Ригведа X.86.14: «Адже мені готують відразу п'ятнадцять-двадцять биків, потім я їм також жир. Мені наповнюють обидві сторони живота. Індра — вище за все!»
Атхарваведа V.29.5-6: "Для тіла ми видобуваємо м'ясо, життєвий дух! У сирому, в добре звареному, в дозрілому … Хай буде цей (чоловік) без хвороби!